# Provincia Bamyan
Provincia Bamyan (persană: بامیان‎) este una dintre cele 34 de provincii ale Afganistanului. Este localizată în partea centrală a statului.